# Diacamma longitudinale
Diacamma longitudinale är en myrart som beskrevs av Carlo Emery 1889. Diacamma longitudinale ingår i släktet Diacamma och familjen myror. Inga underarter finns listade i Catalogue of Life.